# الخط الأحمر الرفيع (فلم)
الخط الأحمر الرفيع (بالإنجليزية: The Thin Red Line) هو فيلم حربي أمريكي من كتابة وإخراج تيرنس ماليك. مستوحى من الراوية التي تحمل نفس الاسم للمؤلف جيمس جونز، تروي نسخة خيالية من معركة جبل اوستن والتي كانت جزء من حملة جوادالكانال في حرب المحيط الهادئ ضمن الحرب العالمية الثانية. طاقم التمثيل يضم ممثلين كثر من ضمنهم شون بن وأدريان برودي وجيمس كافيزل وجاريد ليتو وجورج كلوني وجون كيوزاك وبن شابلن ووودي هارلسون وإلايس كوتياس ونيك نولتي وجون ك. رايلي وجون ترافولتا.
جمع الفيلم 98 مليون $ مقابل ميزانية 52 مليون $. مراجعات النقاد كانت قوية على العموم وترشح الفيلم لسبعة جوائز أوسكار: أفضل فيلم وأفضل مخرج وأفضل سيناريو مقتبس وأفضل تصوير سينمائي وأفضل مونتاج وأفضل موسيقى تصويرية وأفضل خلط أصوات. ربح الفيلم جائزة الدب الذهبي في مهرجان برلين السينمائي الدولي سنة 1999. مارتن سكورسيزي صنفه كفيلمه المفضل الثاني من حقبة التسعينات.

## طاقم التمثيل
- شون بن
- أدريان برودي
- جيمس كافيزل
- جاريد ليتو
- جورج كلوني

## الميزانية والإيرادات
بلغت تكلفة إنتاج الفيلم حوالي 52 مليون دولار بينما حقق أرباحا تقدر بـ 98,126,565 دولار.

## وصلات خارجية
- مقالات تستعمل روابط فنية بلا صلة مع ويكي بيانات